# شهدخوار پشت‌زرشکی
شهدخوار پشت‌زرشکی یا شهدخوار کوچک (نام علمی: Leptocoma minima) یک شهدخوار بومی گات غربی هند است. مانند سایر شهدخوارها، آنها عمدتاً از شهد تغذیه می‌کنند، اگرچه از حشرات مخصوصاً برای تغذیه جوجه‌های خود استفاده می‌کنند. آنها پرندگان کوچکی هستند که ساکن هستند و در جنگل‌ها یافت می‌شوند، اما به ویژه جذب باغ‌هایی در لبه جنگل می‌شوند که در آن مردم گیاهان گلدار مناسبی پرورش می‌دهند. آنها معمولاً در هنگام نشسته شهد می‌خورند.

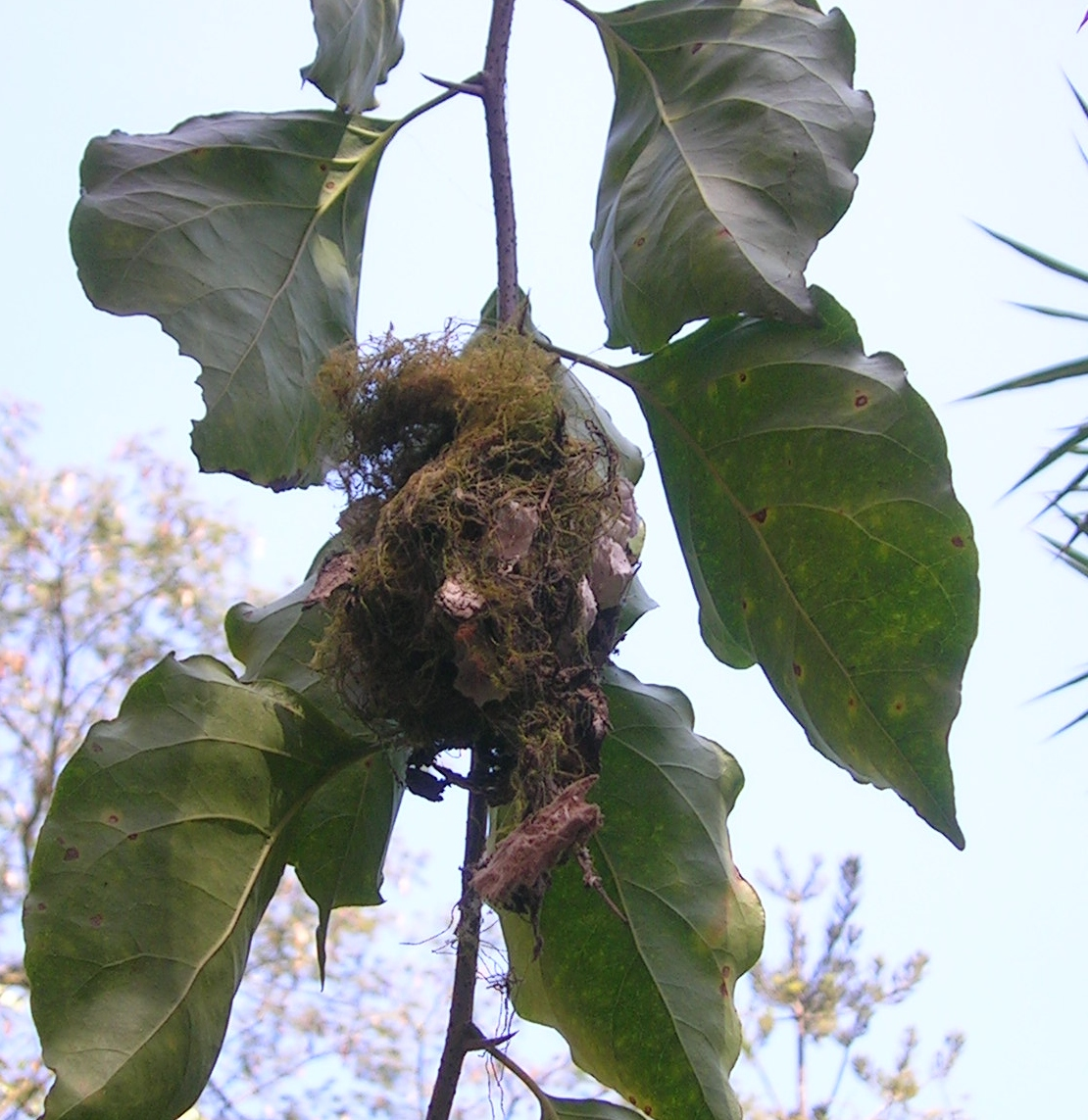
آشیانۀ شهدخوار پشت‌زرشکی

این پرندگان گرده‌افشان مهم برخی از گونه‌های گیاهی هستند. 